# Behbahan
Behbahān (farsi بهبهان) è il capoluogo dello shahrestān di Behbahan, circoscrizione Centrale, nella provincia del Khūzestān. Aveva, nel 2006, una popolazione di 99.204 abitanti.
A nord della città si trovano le rovine dell'antica Arrajan di epoca sasanide, nella zona sono anche state ritrovate vestigia elamiche.